# 가메라 4 - 가메라 대 우주괴물 비라스
가메라 4 - 가메라 대 우주괴물 비라스(Gamera Vs. Outer Space Monster Viras)는 일본에서 제작된 유아사 노리아키 감독의 1968년 SF 영화이다. 혼고 코지로 등이 주연으로 출연하였고 나가타 히데마사 등이 제작에 참여하였다.

## 출연

### 주연
- 혼고 코지로

### 조연
- 나츠키 아키라